# Finanzaktivitätssteuer
Die Finanzaktivitätssteuer (englisch Financial Activities Tax, FAT) ist eine Steuer, die auf Gewinne von Finanzunternehmen und variable Gehaltszahlungen von Führungskräften aus dem Finanzbereich greifen soll.

## Hintergründe
Im Gegensatz zur Finanztransaktionssteuer, bei der jeder An- und Verkauf (also jeder Umsatz) eines Finanzproduktes besteuert wird, bezieht sich die Finanzaktivitätssteuer auf Gewinne, die aus Finanzgeschäften resultieren. Ziel dieser Steuer soll die besondere Besteuerung von außergewöhnlich hohen Gewinnen und Boni sein, um Auswüchse in diesem Bereich einzudämmen. Da diese jedoch bereits besteuert werden (z. B. durch Lohnsteuer und Gewerbesteuer), würde eine solche Steuer zu einer Doppelbesteuerung führen.

## Geschichte
Die Finanzaktivitätssteuer wurde von Ökonomen des Internationalen Währungsfonds (IWF) im April 2011 ins Spiel gebracht. In der Diskussion um mögliche Folgen und Finanzierungsmöglichkeiten der Finanzkrise ab 2007 gelangte sie in den Jahren 2011/2012 erneut in das Licht der Öffentlichkeit.